# 김점
김점(金漸, 1369년~1457년)은 조선 세종 때의 중신(重臣)으로 태종의 후궁 숙공궁주 김씨의 아버지이다. 고려 말의 명문가 출신으로 조부는 고려 말 무신 원정공(元貞公) 김한귀(金漢貴), 아버지는 공민왕 때의 문신 김린(金潾)이다. 본관은 청도(淸道)이다.

## 생애
김점(金漸)은 이성계가 고려 구벌 인재를 가려 뽑을 때 장군으로 천거되어 중용된 후 4대에 걸쳐 관로(官路)에 진출했다.
조선 태종 때 외직으로 청주목사(靑州牧使), 내직으로 공조참의(工曹參議), 예조참의(禮曹參議)를 거쳐 동지우군총제, 우군총제 등 군부의 요직을 지냈다. 태종 말년 명나라에 성절사로 북경(北京)에 다녀왔다. 그는 명나라가 남경(南京)에서 북경으로 수도를 옮긴 후에 중국으로 건너간 조선 최초의 사신이다.
귀국 후 주로 명나라 사신을 접반하는 외교 관련 업무를 자주 맡아 처리했다.

## 세종대왕 시절
그는 좌참찬(左參贊)으로 있으면서 세종에게 모든 정사를 친히 처리할 것을 조언하기도 하였으나 허조(許調)의 반대로 채택되지 못하였다.
세종 즉위 초에 호조판서(戶曹判書), 형조판서(刑曹判書)를 지낸 다음 평안도 관찰사(平安道 關察使)를 지냈다. 다시 내직(內職)으로 지돈녕부사에 임명되었으나 평안감사 재직 시에 일어난 비리 문제로 곤란을 겪었다. 이에 당시 사헌부와 사간원에서 그의 처벌을 강력히 주장하였으나 상왕 태종과 세종은 김포에 있는 그의 집으로 돌려보내는 정도로 무마하였다. 그 이유는 그가 4대에 걸쳐 일관되게 충성을 다했다는 점, 그의 부인 권씨가 명나라 영락제의 모친 권마마와 혈연관계에 있다는 것이 고려된 것으로 보인다.
말년을 조용하게 보내던 그는 1457년 89세의 나이로 경기도 김포에서 세상을 떠났다. 그의 사망 소식을 들은 세조는 호강(胡剛)이라는 시호를 내렸다.

## 가족 관계
- 고조부: 김복기(金福基)
  - 증조부: 김인수(金仁秀)
    - 조부: 김한귀(金漢貴)
    - 조모: 이방계(李芳桂)의 딸
      - 아버지: 김린(金潾)

- 부인: 부인 권씨(權氏) - 권유(權維)의 딸
  - 아들: 김유손(金有孫)
  - 아들: 김의손(金義孫)
  - 아들: 김경손(金敬孫)
  - 딸: 숙공궁주 김씨(淑恭宮主 金氏) - 태종의 후궁

## 참고 자료
- 조선왕조실록 《태조실록》, 《태종실록》, 《세종실록》, 《세조실록》
- 인터넷 조선왕조실록